# Douglas Reeman
Pour les articles homonymes, voir Kent (homonymie) et Alexander Kent (homonymie).
Œuvres principales
- Romans :
  - Richard Bolitho, 1968 - 2011

Douglas Reeman, né à Thames Ditton (Surrey) le 15 octobre 1924 et mort le 23 janvier 2017, est un romancier britannique.
Il a publié ses œuvres de la série Bolitho sous le pseudonyme d'Alexander Kent. Il est surnommé « The Master Storyteller of the Sea ».

## Biographie
Douglas Reeman naît à Thames Ditton (Angleterre) en 1924. À l'âge de 16 ans, il s'engage dans la Royal Navy avec laquelle il servira lors de la Seconde Guerre mondiale dans les campagnes de l'Atlantique et de la Méditerranée.
Il commence sa carrière maritime comme aspirant de marine sur un destroyer et sera transféré par la suite sur un navire lance-torpilles.
À la fin de la guerre, il exerce plusieurs métiers, tels que loueur de bateaux ou policier. Il retourne dans la marine active pour la Guerre de Corée puis est versé dans la réserve.
En 1957, après avoir publié deux courtes nouvelles il écrit son premier roman A Prayer for the Ship qui est publié l'année suivante et qui est le début d'une longue carrière d'écrivain.
Dix ans plus tard, après avoir publié plusieurs romans, il retourne à son sujet de prédilection, à savoir les romans maritimes de l'époque napoléonienne et commence une longue série de romans qu'il signe sous
le pseudonyme d'Alexander Kent (du nom d'un camarade tué pendant la guerre). En juin 1968, le premier de ces romans To Glory we Steer est publié, permettant à ses lecteurs de découvrir le personnage de Richard Bolitho.
En 2005 en plus de 30 romans racontant les exploits de Richard et Adam Bolitho, Reeman a écrit 35 autres romans, traduits dans 14 langues différentes. L'édition en langue française se poursuit, à raison d'environ un volume par an.
Douglas Reeman fut certainement un lecteur attentif d'Agatha Christie comme l'atteste le fait que de nombreux patronymes de ses personnages, à commencer par celui de Bolitho mais aussi, par exemple, Gilchrist, Ransome, Graves, Farquhar, Conway, Seton, Odell — sans oublier le nom de sa fameuse corvette (dans Sloop-of-War) le « Sparrow » ou encore le « Frobisher » de James Tyacke (dans Sword of Honour) — se trouvent dans divers romans de la célèbre écrivaine. Ils sont trop nombreux pour que ce soit un hasard. On peut y voir une forme d'hommage discret.

### Vie privée
Après son veuvage d'avec Winifred Melville, Douglas Reeman fut marié de 1985 à son décès avec Kimberley Jordan (également écrivain) à laquelle il a dédié plusieurs de ses romans et, en particulier Honour This Day (un des romans mettant en scène Richard Bolitho) avec cette mention « For Kim, with so much love ».

## Œuvre
Entre parenthèses, le nom et l'année de parution de l’édition originale. 

### SérieBolitho(publié sous le nom d'Alexander Kent)
Les ouvrages traduits en français sont édités par les Éditions Phébus. Les traducteurs sont ou ont été Alain Bories (AB), Florence Herbulot (FH), Fabien Michel (FM), Luc de Rancourt (LR).
- Cap sur la gloire - 1987 (To Glory We Steer - 1968) FH
- En ligne de bataille - 1999 (Form Line of Battle - 1969) AB
- Ennemi en vue - 1993 (Enemy in Sight - 1970) FM
- Capitaine de pavillon - 1999 (The Flag Captain - 1971) AB
- Armé pour la guerre - 1998 (Sloop of War -  1972) LR
- Capitaine de sa Majesté - 1992 (Command a King's Ship - 1973) AB
- Combat rapproché - 2000 (Signal, Close Action! - 1974) LR
- À rude école - 1996 (Midshipman Bolitho - 1975) LR
- Mutinerie à bord - 2002 (Passage to Mutiny - 1976) AB
- En vaillant équipage 1997 (In Gallant Company - 1977) LR
- Cap sur la Baltique - 2001(The Inshore Squadron) - 1977 LR
- Le Feu de l'action - 1996 (Stand Into Danger - 1980) LR
- Victoire oblige - 2002 (A Tradition of Victory - 1981) LR
- Honneur aux braves - 2003 (Success to the Brave - 1983) LR
- Flamme au vent - 2004 (Colours Aloft! - 1986) LR
- À l'honneur ce jour-là - 2005 (Honour This Day - 1987) LR
- Toutes voiles dehors - 1993 (With All Despatch - 1988) AB
- Un seul vainqueur - 2006 (The Only Victor - 1990)  LR
- Par le fond - 2007 (Beyond the Reef - 1992) LR
- Une mer d'encre - 2008 (The Darkening Sea - 1993) LR
- Au nom de la liberté - 2009 (For My Country's Freedom - 1995) LR
- La Croix de Saint George - 2010 (Cross of St. George - 1996) LR
- Le Sabre d'honneur - 2011 (Sword of Honour - 1998) LR
- Second ne daigne - 2012 (Second to None - 1999) LR  (Adam Bolitho)
- Sans relâche - 2013 (Relentless Pursuit - 2001) LR
- Deux officiers du Roi - 2012 (Band of Brothers - 2005) LR
- Un vaisseau de haut bord 2014 (Man of War - 2003) - 2007 LR
- Cœur de Chêne - 2015 (Heart of Oak) - 2008 LR
- Au nom du roi - 2016 (In the King's Name) - 2011 LR

#### SérieRichard Bolitho, traduit en français pour la jeunesse
Il faut également mentionner que les premiers épisodes de la série « Bolitho » ont été publiés en français dans une version réduite, adaptée (et donc édulcorée) pour la jeunesse dans la Collection Bibliothèque verte des Éditions Hachette, le texte français étant de Jean Muray avec des illustrations de Philippe Daure. En voici la liste, peut-être non exhaustive :
- Richard Bolitho, aspirant de marine - 1976 (Richard Bolitho - Midshipman - 1975)
- L'Aspirant Bolitho contre les naufrageurs - 1979 (Midshipman Bolitho and the Avenger - 1978)
- Richard Bolitho, à l'abordage - 1977 (In Gallant Company - 1977 - Part I)
- Richard Bolitho passe à l'attaque - 1978 (In Gallant Company - 1977 - Part II)
- Richard Bolitho prend son commandement - 1977 (Sloop of War -  1972 - Part I)
- Richard Bolitho, maître à bord - 1977 (Sloop of War -  1972 - Part II)

#### Les tomes classés selon la chronologie de l'histoire
- À rude école (1773)
- Deux officiers du Roi (1774)
- Le Feu de l'action (1774)
- En vaillant équipage (1777)
- Armé pour la guerre (1778)
- Cap sur la gloire (1782)
- Capitaine de sa Majesté (1784)
- Mutinerie à bord (1789)
- Toutes voiles dehors (1792)
- En ligne de bataille (1793)
- Ennemi en vue (1794)
- Capitaine de pavillon (1797)
- Combat rapproché (1798)
- Cap sur la Baltique (1800)
- Victoire oblige (1801)
- Honneur aux braves (1802)
- Flamme au vent (1803)
- À l'honneur ce jour-là (1805)
- Un seul vainqueur (1806)
- Par le fond (1808)
- Une mer d'encre (1809)
- Au nom de la liberté (1811)
- La Croix de Saint George (1813)
- Le Sabre d'honneur (1815)
- Second ne daigne (1815)
- Sans relâche (1815)
- Un vaisseau de haut bord (1817)
- Cœur de chêne (1818)
- Au nom du roi (1819)

### Série Blackwood
- Badge of Glory -  1982
- The First to Land - 1984
- The Horizon - 1993
- Dust on the Sea - 1999
- Knife Edge - 2004

### Autres romans
- A Prayer for the Ship - 1958
- High Water - 1959
- Send a Gunboat - 1960
- Dive in the Sun - 1961
- The Hostile Shore - 1962
- The Last Raider - 1963
- H.M.S. Saracen - 1965
- With Blood And Iron - 1965
- Path of the Storm - 1966
- The Deep Silence - 1967
- The Pride And the Anguish - 1968
- To Risks Unknown - 1969
- The Greatest Enemy - 1970
- Rendezvous - South Atlantic - 1972
- His Majesty's U-Boat - 1973 (Go in And Sink)
- The Destroyers - 1974
- Winged Escort - 1975
- Surface with Daring - 1976
- Strike from the Sea - 1978
- A Ship Must Die - 1979
- Torpedo Run - 1981
- The Volunteers - 1985
- The Iron Pirate - 1986
- In Danger's Hour - 1988
- The White Guns - 1989
- Killing Ground - 1991
- Sunset - 1994
- A Dawn Like Thunder - 1996
- Battlecruiser - 1997
- For Valour - 1999
- Twelve Seconds to Live - 2002

### Anthologies
- Douglas Reeman Introduces Sea Captains' Tales - 1986)

### Biographie
- L'attaque vient de la mer (Against the Sea - 1971)